# گرهارد تسادروبیلک
گرهارد تسادروبیلک (آلمانی: Gerhard Zadrobilek؛ زادهٔ ۲۳ ژوئن ۱۹۶۱) دوچرخه‌سوار اهل اتریش است.